# جودی ریدر
جودی ریدر (به انگلیسی: Judy Reeder) (زادهٔ ۱۷ اوت ۱۹۴۸) شناگر اهل ایالات متحده آمریکا است.